# NXT Stand & Deliver (2022)
NXT Stand & Deliver war eine Wrestling-Veranstaltung der WWE, die auf dem WWE Network und dem Streaming-Portal Peacock ausgestrahlt wurde. Sie fand am 2. April 2022 im American Airlines Center in Dallas, Texas, Vereinigte Staaten statt. Dies war die zweite Austragung eines NXT-Events, welches nicht unter den Namen NXT TakeOver lief.

## Hintergrund
Im Vorfeld der Veranstaltung wurden sieben Matches, davon eines für die Pre-Show angekündigt.
Diese resultierten aus den Storylines, die in den Wochen vor NXT Stand & Deliver bei NXT, der wöchentlich auf dem WWE Network ausgestrahlten Show der Entwicklungs-Liga der WWE gezeigt wurden.
Io Shirai und Kay Lee Ray wurden dem Match, um die NXT Women’s Championship hinzugefügt, nachdem sie das Finale des Women’s Dusty Rhodes Tag Team Classic gewannen.

## Ergebnisse
| Matchart                                                               |                                |      | | Zeit  |
| ---------------------------------------------------------------------- | ------------------------------ | ---- | --- | ----- |
| Tag-Team-Match um die NXT Women’s Tag Team Championship Pre-Show-Match | Raquel González und Dakota Kai | bes. | Toxic Attraction Gigi Dolin und Jacy Jayne (C)                                                        | 7:52  |
| Fatal-Five-Way-Ladder-Match um die NXT North American Championship     | Cameron Grimes                 | bes. | Carmelo Hayes (C), Sántos Escobár, Grayson Waller sowie Solo Sikoa                                    | 21:01 |
| Singles-Match                                                          | Tony D’Angelo                  | bes. | Tommaso Ciampa                                                                                        | 13:12 |
| Triple-Threat-Tag-Team-Match um die NXT Tag Team Championship          | MSK Nash Carter und Wes Lee    | bes. | Imperium Fabian Aichner und Marcel Barthel (C) sowie The Creed Brothers Brutus Creed und Julius Creed | 11:22 |
| Fatal-Four-Way-Match um die NXT Women’s Championship                   | Mandy Rose (C)                 | bes. | Cora Jade, Io Shirai sowie Kay Lee Ray                                                                | 13:30 |
| Singles-Match                                                          | Gunther                        | bes. | LA Knight                                                                                             | 10:24 |
| Singles-Match um die NXT Championship                                  | Dolph Ziggler (C)              | bes. | Bron Breakker                                                                                         | 16:14 |

| Funktion      | Name               |
| ------------- | ------------------ |
| Kommentatoren | Wade Barrett       |
| Kommentatoren | Vic Joseph         |
| Pre-Show      | McKenzie Mitchell  |
| Pre-Show      | Sam Roberts        |
| Pre-Show      | Beth Phoenix       |
| Pre-Show      | Malcom Bivens      |
| Pre-Show      | Akbar Gbajabiamila |
| Pre-Show      | Vic Joseph         |
| Pre-Show      | Wade Barrett       |